# Wojciech Borysiewicz
Wojciech Borysiewicz (ur. 18 października 1982) – polski lekkoatleta specjalizujący się w skoku wzwyż.
Największy sukces w karierze odniósł w 2003 r. w Bydgoszczy, zdobywając brązowy medal młodzieżowych mistrzostw Europy. 
Rekord życiowy w skoku wzwyż: 2,27 – Bydgoszcz 20/07/2003